# Jules Leveillé
Pour les articles homonymes, voir Leveillé.
Jules Leveillé est un homme politique français né le 22 octobre 1834 à Rennes (Ille-et-Vilaine) et décédé le 24 août 1912 à Villers-sur-Mer (Calvados).
Professeur de droit criminel et de législation pénale à la faculté de Paris, il est conseiller municipal de Paris de 1871 à 1877 et député de la Seine de 1893 à 1898. Il publie de nombreux articles juridiques dans le journal "Le Temps". 

## Sources
- « Jules Leveillé », dans le Dictionnaire des parlementaires français (1889-1940), sous la direction de Jean Jolly, PUF, 1960 [détail de l’édition]